# 九州中央自動車道
九州中央自動車道（きゅうしゅうちゅうおうじどうしゃどう、英語: KYUSHU-CHUO EXPWY）は、熊本県上益城郡嘉島町の嘉島ジャンクション (JCT) から宮崎県延岡市の延岡JCTに至る、全長約95キロメートル (km) の高速道路（高速自動車国道および高速自動車国道に並行する一般国道自動車専用道路）である。略称は九州中央道（きゅうしゅうちゅうおうどう）。国土開発幹線自動車道の路線名は九州横断自動車道延岡線である。
高速道路ナンバリングによる路線番号は、「E77」が割り振られている。

## 概要

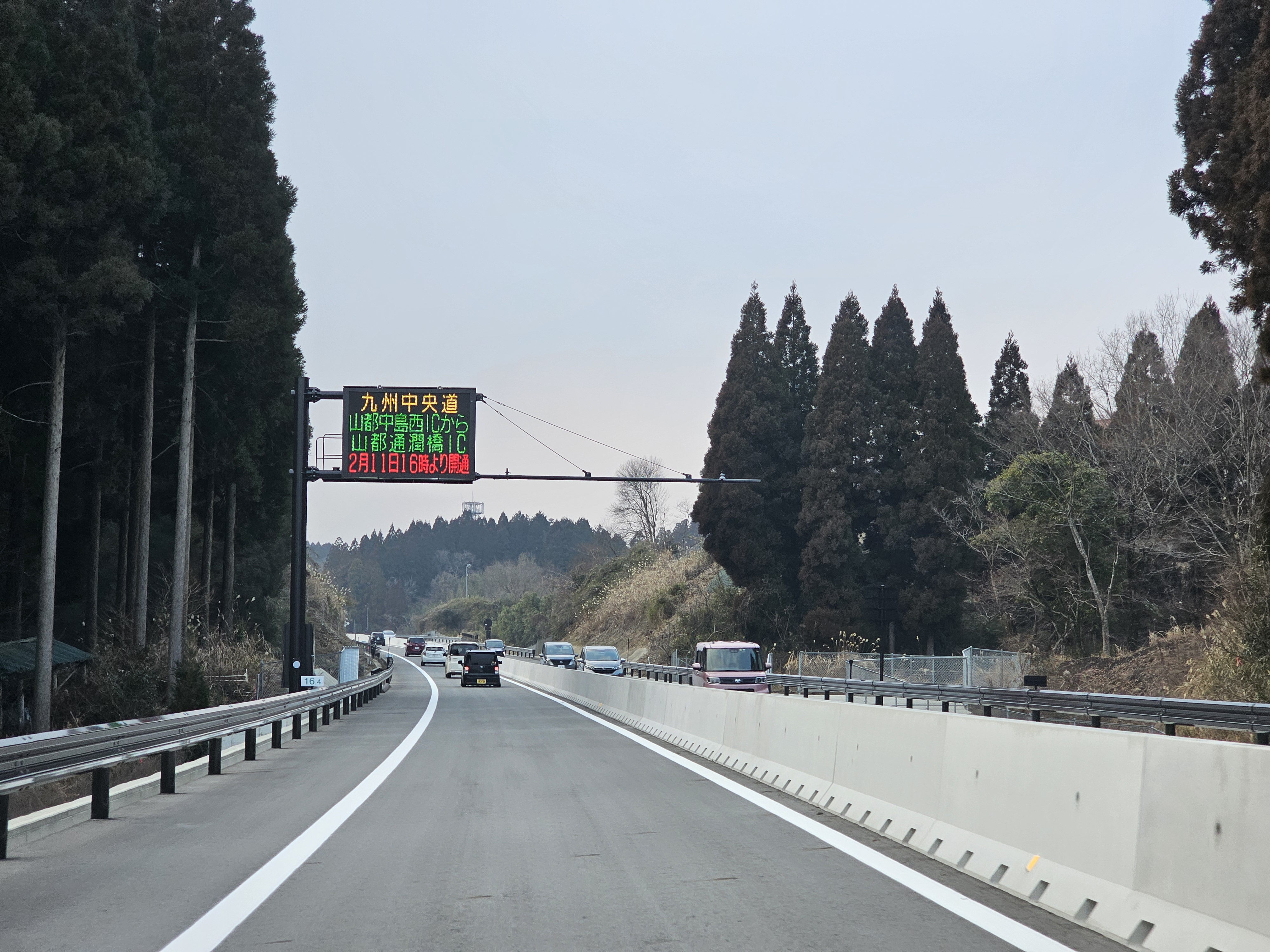
山都中島西IC付近（熊本方面）

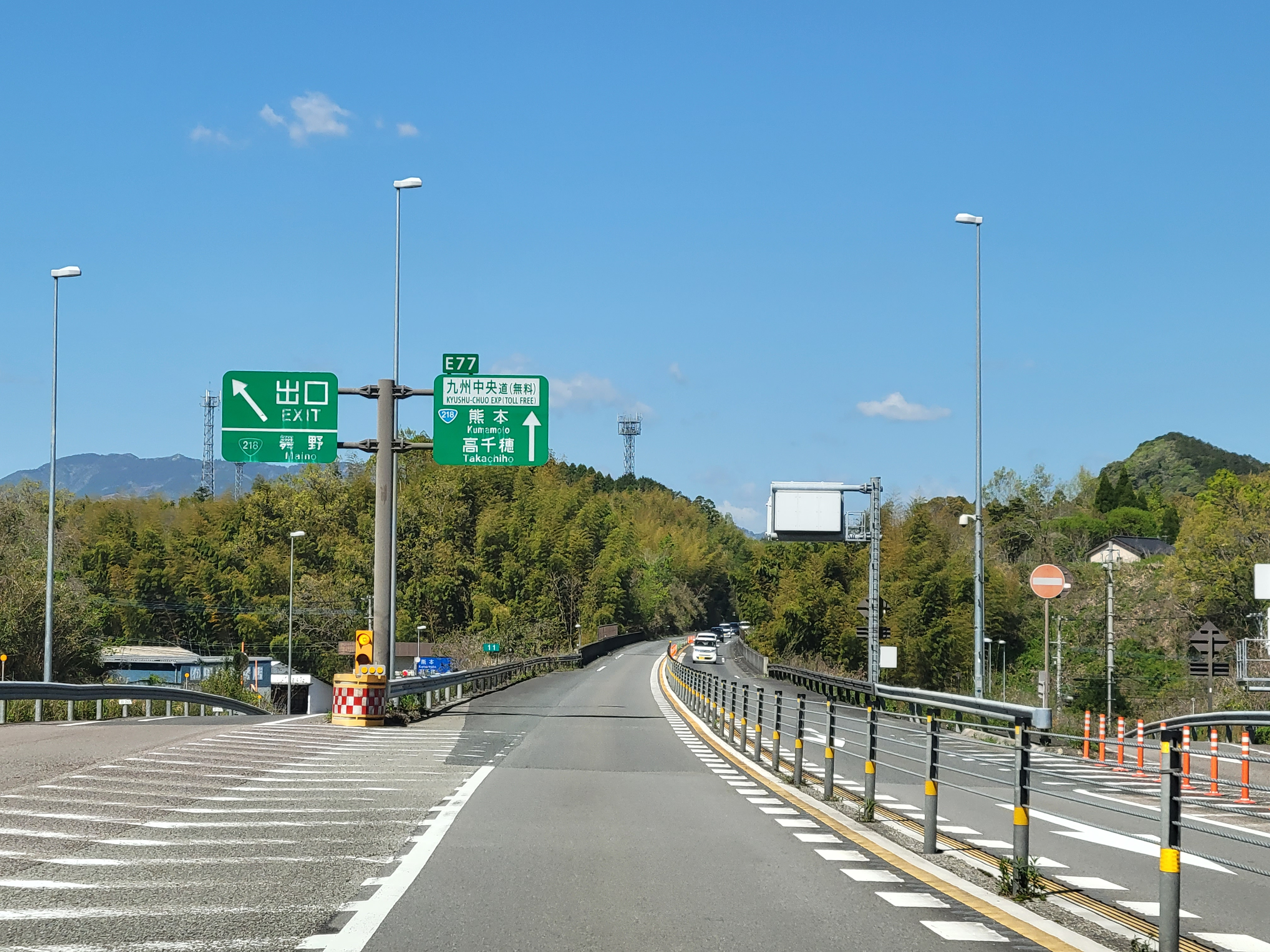
舞野IC付近（国道218号北方延岡道路、熊本方面）

九州の中南部を東西に横断する高速道路であり、九州自動車道と東九州自動車道を接続する。同じく九州を東西に横断する高速道路である長崎自動車道・大分自動車道が九州の北寄りに位置する長崎県・佐賀県・福岡県・大分県を結ぶのに対し、本路線は隣県でありながら九州山地に阻まれ往来が盛んでなかった熊本県と宮崎県北部を結んでおり、両地域の交流促進が期待されている。
国土開発幹線自動車道としての九州横断自動車道延岡線は、第四次全国総合開発計画では九州中部横断自動車道と呼ばれていた。1987年に国幹道の予定路線に指定されたものの、熊本県御船町 - 矢部町（現・山都町）間の基本区間への格上げは1991年、日本道路公団への施行命令は1998年、矢部町 - 宮崎県延岡市間の基本計画への格上げは1997年、と他の路線から大きく遅れを取った。嘉島JCT - 山都通潤橋IC間は2003年に新直轄方式に変更され、以降国土交通省により整備が進められている。
2014年3月22日に新直轄方式により嘉島JCT - 小池高山IC間が開通し、これが九州中央自動車道の単独路線としては初めての開通区間となった。蔵田交差点 - 延岡JCT/ICについては、高速自動車国道に並行する一般国道自動車専用道路（A'路線）である国道218号北方延岡道路が2006年2月18日に初開業し、その後も延伸を続け2015年4月29日に全線で供用開始した。2009年には雲海橋交差点 - 平底交差点が、国道218号高千穂日之影道路（約5.1 km）として事業着手した。その後も未事業化区間において事業化へ向けた計画段階評価の着手が進み、2021年現在では国道218号蘇陽五ヶ瀬道路（山都町 - 五ヶ瀬町）、国道218号五ヶ瀬高千穂道路（五ヶ瀬町 - 高千穂町）、国道218号高千穂雲海橋道路（高千穂町 - 日之影町）が新たに事業化されている。
2024年2月現在での供用中区間は、嘉島JCT - 山都通潤橋IC、雲海橋交差点 - 平底交差点、蔵田交差点 - 延岡JCT/ICの3区間となっている。
事業主体である国土交通省は、法令による路線名である「九州横断自動車道延岡線」をそのまま事業名として用いてきた。熊本県・宮崎県の建設促進団体からは開通後の道路名として「九州中央自動車道」が提唱され、2014年1月24日に嘉島JCT - 小池高山ICの開通発表の際に、道路管理者の国土交通省でも「九州中央自動車道」を道路名に採用することが併せて発表された。

### 事業名・道路名
高速自動車国道の路線を指定する政令により、九州横断自動車道延岡線として下記のとおり定められている。
| 起点                 | 重要な経過地                                           | 終点   |
| -------------------- | ------------------------------------------------------ | ------ |
| 熊本県上益城郡御船町 | 熊本県上益城郡嘉島町 同郡山都町 宮崎県西臼杵郡高千穂町 | 延岡市 |

これを営業中・事業中路線の道路名に区分すると以下のようになる。※は高速自動車国道に並行する一般国道自動車専用道路。なおこれらの区間も現地案内標識では「九州中央道」の表記がされている。
| 路線番号                            | 道路名           | 区間                      | 備考              |
| ----------------------------------- | ---------------- | ------------------------- | ----------------- |
| E77                                 | 九州中央自動車道 | 嘉島JCT - 山都通潤橋IC    | 新直轄区間        |
| E77                                 | 九州中央自動車道 | 山都通潤橋IC - 清和IC     | 矢部清和道路※     |
| 計画段階評価完了（清和 - 蘇陽）     |                  |                           |                   |
| E77                                 | 九州中央自動車道 | 蘇陽IC - 五ヶ瀬東IC       | 蘇陽五ヶ瀬道路※   |
| E77                                 | 九州中央自動車道 | 五ヶ瀬東IC - 高千穂IC     | 五ヶ瀬高千穂道路※ |
| E77                                 | 九州中央自動車道 | 高千穂IC - 雲海橋交差点   | 高千穂雲海橋道路※ |
| E77                                 | 九州中央自動車道 | 雲海橋交差点 - 平底交差点 | 高千穂日之影道路※ |
| 計画段階評価手続き中（平底 - 蔵田） |                  |                           |                   |
| E77                                 | 九州中央自動車道 | 蔵田交差点 - 延岡JCT/IC   | 北方延岡道路※     |

上記の通り、九州横断自動車道延岡線としての法定上の起点位置は御船町であり、嘉島町は経過地とされているが、営業上の道路名として使用されている九州中央自動車道の起点位置は嘉島町（嘉島JCT）となっている。

## インターチェンジなど
- 施設名欄の背景色が■（灰色）である部分は施設が供用されていない、または完成していないことを示す。未開通区間の名称は仮称。
- BS(バスストップ)は延岡ICにのみ、ある。
- 略字は、JCTはジャンクション、ICはインターチェンジ、KPはキロポストをそれぞれ示す。

| IC 番号                              | 施設名         | 接続路線名                                                       | 起点から (km) | KP   | 備考                   | 所在地 | 所在地   | 所在地   |
| ------------------------------------ | -------------- | ---------------------------------------------------------------- | ------------- | ---- | ---------------------- | ------ | -------- | -------- |
| 15-2                                 | 嘉島JCT        | E3 九州自動車道                                                  | 0.0           | 0.0  |                        | 熊本県 | 上益城郡 | 嘉島町   |
| -                                    | 益城本線料金所 | 本線料金所                                                       | 0.9           | 0.9  |                        | 熊本県 | 上益城郡 | 益城町   |
| 1                                    | 小池高山IC     | 国道443号（土山バイパス）                                        | 1.8           | 1.8  |                        | 熊本県 | 上益城郡 | 御船町   |
| 2                                    | 上野吉無田IC   | 県道221号田代御船線                                              | 9.4           | 9.4  |                        | 熊本県 | 上益城郡 | 御船町   |
| 3                                    | 山都中島西IC   | 国道445号                                                        | 12.6          | 12.6 | 嘉島方面出入口         | 熊本県 | 上益城郡 | 山都町   |
| 4                                    | 山都中島東IC   | 国道445号 県道152号稲生野甲佐線                                  | 15.8          | 15.8 | 延岡方面出入口         | 熊本県 | 上益城郡 | 山都町   |
| 5                                    | 山都通潤橋IC   | 国道218号                                                        | 23.0          | 23.0 | 道の駅通潤橋           | 熊本県 | 上益城郡 | 山都町   |
| -                                    | 清和IC         | 国道218号                                                        | 33.3          | -    | 事業中                 | 熊本県 | 上益城郡 | 山都町   |
| 清和 - 蘇陽 （計画段階評価完了）     |                |                                                                  |               |      |                        | 熊本県 | 上益城郡 | 山都町   |
| -                                    | 蘇陽IC         | 国道265号                                                        | 0.0           | ‐    | 事業中                 | 熊本県 | 上益城郡 | 山都町   |
| -                                    | 五ヶ瀬西IC     |                                                                  |               | ‐    | 事業中 嘉島方面出入口  | 宮崎県 | 西臼杵郡 | 五ヶ瀬町 |
| -                                    | 五ヶ瀬東IC     | 国道218号                                                        | 7.9           | ‐    | 事業中 延岡方面出入口  | 宮崎県 | 西臼杵郡 | 五ヶ瀬町 |
| -                                    | 高千穂IC       | 国道325号                                                        | 17.1          | ‐    | 事業中                 | 宮崎県 | 西臼杵郡 | 高千穂町 |
|                                      | 雲海橋交差点   | 国道218号                                                        | 20.4          | 60.0 |                        | 宮崎県 | 西臼杵郡 | 高千穂町 |
|                                      | 日之影深角IC   | 広域農道                                                         | 23.2          | 62.8 |                        | 宮崎県 | 西臼杵郡 | 日之影町 |
|                                      | 平底交差点     | 国道218号                                                        | 25.5          | 64.8 |                        | 宮崎県 | 西臼杵郡 | 日之影町 |
| 平底 - 蔵田 （計画段階評価手続き中） |                |                                                                  |               |      |                        | 宮崎県 | 西臼杵郡 | 日之影町 |
| 延岡市                               |                |                                                                  |               |      |                        | 宮崎県 |          |          |
|                                      | 蔵田交差点     | 国道218号                                                        | 0.0           | 0.0  | 道の駅北方よっちみろ屋 | 宮崎県 |          |          |
|                                      | 北方IC         | 県道242号北方インター線                                          | 4.6           | 4.6  |                        | 宮崎県 |          |          |
|                                      | 舞野IC         | 国道218号                                                        | 11.0          | 11.0 | 延岡方面出入口         | 宮崎県 |          |          |
| 22                                   | 延岡JCT        | E10 東九州自動車道 国道10号（延岡道路） 延岡インターアクセス道路 | 13.1          | 13.1 |                        | 宮崎県 |          |          |
| 22                                   | 延岡IC         | E10 東九州自動車道 国道10号（延岡道路） 延岡インターアクセス道路 | 13.1          | 13.1 |                        | 宮崎県 |          |          |

## 年表
- 1987年（昭和62年）
  - 6月30日 : 第四次全国総合開発計画が閣議決定。あらたに高規格幹線道路が構想される。 
    - 九州中部横断自動車道 : 上益城郡御船町 - 延岡市

  - 9月1日 : 四全総を受け国土開発幹線自動車道法改正、予定路線が以下のようになる。 
    - 九州横断自動車道延岡線 : 熊本県上益城郡御船町-宮崎県西臼杵郡高千穂町付近 - 延岡市
- 1995年（平成7年）11月30日 : 道路審議会答申、高速自動車国道に並行する一般国道自動車専用道路による代替が示される。 
  - 延岡線 : 北方延岡道路
- 1996年（平成8年）12月 : 御船 - 矢部(23 km)の整備計画、矢部 - 延岡(73 km)の基本計画策定。
- 1998年（平成10年）12月 : 嘉島 - 山都施工命令
- 2003年（平成15年）12月25日 : 国幹会議、新直轄区間選定。 
  - 上益城郡御船町 - 矢部町
- 2006年（平成18年）2月18日 : 北方延岡道路 舞野IC - 延岡JCT 2/4車線供用
- 2008年（平成20年）4月26日 : 北方延岡道路 北方IC - 舞野IC 2/4車線供用[15]
- 2012年（平成25年）
  - 10月11日 : 高速自動車国道九州横断自動車道延岡線新設工事（熊本県上益城郡益城町大字小池から同町大字小池まで）及びこれに伴う準用河川付替工事について国土交通大臣より土地収用法に基づく事業認定が公示される[16]。
  - 12月18日 : 一般国道218号改築工事（北方延岡道路・宮崎県延岡市北方町蔵田から同市北方町南久保山まで）について国土交通大臣より土地収用法に基づく事業認定が公示される[17]。
- 2013年（平成25年）7月 : 宮崎県高千穂町 - 日之影町間（高千穂日之影道路）着工[18]。
- 2014年（平成26年）3月22日 : 嘉島JCT - 小池高山IC間開通。単独路線としては初の供用区間となる[4]。
- 2015年（平成27年）4月29日 : 国道218号 北方延岡道路 蔵田交差点 - 北方IC間開通により、北方延岡道路が全線で供用開始[19][20]。
- 2018年（平成30年）
  - 3月30日 : 国道218号 五ヶ瀬高千穂道路 五ヶ瀬東IC - 高千穂IC間 新規事業化[7]。
  - 9月26日 : 仮称であった雲海橋交差点、深角ICの名称がそれぞれ雲海橋交差点、日之影深角ICに正式決定[21]。
  - 10月17日 : 仮称であった上野IC、北中島ICの名称がそれぞれ上野吉無田IC、山都中島西ICに正式決定[22]。
  - 11月11日 : 国道218号 高千穂日之影道路 雲海橋交差点 - 日之影深角IC間開通[21]。
  - 12月16日 : 小池高山IC - 山都中島西IC間開通[23]。
- 2020年（令和2年）度 : 国道218号 蘇陽五ヶ瀬道路 蘇陽IC - 五ヶ瀬東IC間 新規事業化[6]。
- 2021年（令和3年）
  - 年度 : 国道218号 高千穂雲海橋道路 高千穂IC - 雲海橋交差点間 新規事業化[8]。
  - 8月21日 : 国道218号 高千穂日之影道路 日之影深角IC - 平底交差点間開通[24]。
- 2022年（令和4年）
  - 年度 : 国道218号 矢部清和道路 山都通潤橋IC - 清和IC間 新規事業化[10]。
  - 12月10日 : 仮称であった北中島IC、矢部ICの名称がそれぞれ山都中島東IC、山都通潤橋ICに正式決定[25]。
- 2023年（令和5年）
  - 11月3日 : 蘇陽五ヶ瀬道路 五ヶ瀬区間（五ヶ瀬西IC - 五ヶ瀬東IC）着工[26][27]。
  - 11月26日 : 蘇陽五ヶ瀬道路 蘇陽区間（蘇陽IC - 五ヶ瀬西IC）着工[28]。
- 2024年（令和6年）2月11日 : 山都中島西IC - 山都通潤橋IC間開通[29]。
  - 12月23日 :平底交差点～蔵田交差点間の計画段階評価が開始。[14]

## 路線状況

### 車線・最高速度・料金
| 区間                                    | 車線 上下線=上り線+下り線 | 最高速度 | 設計速度 | 料金 | 備考 |
| --------------------------------------- | ------------------------- | -------- | -------- | ---- | ---- |
| 嘉島JCT - 益城本線TB                    | 2=1+1（暫定2車線）        | 80 km/h  | 80 km/h  | 有料 | ※    |
| 益城本線TB - 山都通潤橋IC               | 2=1+1（暫定2車線）        | 80 km/h  | 80 km/h  | 無料 | ※    |
| （山都通潤橋IC - 雲海橋交差点間未開通） |                           |          |          |      |      |
| 雲海橋交差点 - 平底交差点               | 2=1+1 （完成2車線）       | 80 km/h  | 80 km/h  | 無料 |      |
| （平底交差点 - 蔵田交差点間未開通）     |                           |          |          |      |      |
| 蔵田交差点 - 北方IC                     | 2=1+1 （完成2車線）       | 80 km/h  | 80 km/h  | 無料 |      |
| 北方IC - 延岡IC （北方延岡道路）        | 2=1+1 （暫定2車線）       | 70 km/h  | 100 km/h | 無料 |      |

※中央分離帯あり

### サービスエリア・パーキングエリア
道路上ではないが、山都通潤橋ICの交差点に道の駅通潤橋が、北方延岡道路蔵田交差点の近くに道の駅北方よっちみろ屋が設置されている。

### 道路管理者・整備主体
西日本高速道路九州支社
- 熊本高速道路事務所 : 嘉島JCT - 益城本線料金所

国土交通省九州地方整備局
- 熊本河川国道事務所 : 益城本線料金所 - 清和IC、蘇陽IC - 宮崎県境
- 延岡河川国道事務所 : 熊本県境 - 平底交差点
  - 延岡高速道路維持出張所 : 蔵田交差点 - 延岡JCT/IC

### 交通量
24時間交通量（台）道路交通センサス
| 区間                        | 平成22（2010）年度 | 平成27（2015）年度 | 令和3（2021）年度 |
| --------------------------- | ------------------ | ------------------ | ----------------- |
| 嘉島JCT - 益城本線TB        | 調査当時未開通     | 1,012              | 2,714             |
| 益城本線TB - 小池高山IC     | 調査当時未開通     | 1,012              | 2,714             |
| 小池高山IC - 上野吉無田IC   | 調査当時未開通     | 調査当時未開通     | 5,558             |
| 上野吉無田IC - 山都中島西IC | 調査当時未開通     | 調査当時未開通     | 5,450             |
| 山都中島西IC - 山都中島東IC | 調査当時未開通     | 調査当時未開通     | 調査当時未開通    |
| 山都中島東IC - 山都通潤橋IC | 調査当時未開通     | 調査当時未開通     | 調査当時未開通    |
| 雲海橋交差点 - 日之影深角IC | 調査当時未開通     | 調査当時未開通     | 6,465             |
| 日之影深角IC - 平底交差点   | 調査当時未開通     | 調査当時未開通     | 非観測            |
| 蔵田交差点 - 北方IC         | 調査当時未開通     | 6,075              | 7,122             |
| 北方IC - 舞野IC             | 7,676              | 8,445              | 8,314             |
| 舞野IC - 延岡JCT/IC         | 11,835             | 11,631             | 10,636            |

（出典：「平成22年度道路交通センサス」・「平成27年度全国道路・街路交通情勢調査」・「令和3年度全国道路・街路交通情勢調査」（国土交通省ホームページ）より一部データを抜粋して作成）
- 令和2年度に実施予定だった交通量調査は、新型コロナウイルスの影響で延期された[31]。

## 地理

### 通過する自治体
- 熊本県
  - 嘉島町 - 益城町 - 御船町 - 山都町
- 宮崎県
  - 五ヶ瀬町 - 高千穂町 - 日之影町 - 延岡市

### 接続する高速道路
- E3 九州自動車道（嘉島JCTで接続）
- E10 東九州自動車道（延岡道路）（延岡JCTで接続）